# Kovászna-patak
A Kovászna-patak (románul Râul Covasna) a Feketeügy bal oldali mellékvize Romániában, Székelyföldön, Kovászna megyében. 

## Leírása
Az Olt vízgyűjtő területéhez tartozik. A Keleti-Kárpátokban, a Háromszéki-havasokhoz tartozó Berecki-hegység egyik Vajnafalva fölötti szűk völgyében ered, a Kis-kőtől délkeletre. A völgyben délnyugatra majd, északnyugatra folyik Kovászna városáig, ahol kiér a síkságra és megint délnyugatra fordul. A Felső-háromszéki-medence déli részén Pákétól végig nyugatra tart. Bita közelében, a Rétyi-tó mellett bal oldalról ömlik a Feketeügybe.
Áradásaival gyakran tetemes károkat okoz.

## Mellékvizei
- Vár-patak
- Miske-patak
- Horgász-patak
- Mészpatak
- Cigány-patak
- Karácsony-patak
- Vízi-patak
- Mély-patak
- Csomakőrös-patak
- Papolci-patak
- Zágoni-patak
- Szacsvai-patak

## Települések a folyó mellett
(Zárójelben a román név szerepel.)
- Kovászna (Covasna)
- Páké (Pachia)
- Barátos (Brateș)
- Cófalva (Țufalău)
- Nagyborosnyó (Boroșneu Mare)
- Egerpatak (Aninoasa)